# 衡宝战役
衡宝战役，是第二次国共内战中，中国人民解放军一部南下作战期间与国军白崇禧等部发生的一场战役。是唯一一场跨越中华人民共和国开国大典的战役。

## 战斗序列

### 攻方：中國人民解放軍
- 第四野战军第12兵团，司令员蕭勁光
  - 第40军，军长罗舜初
  - 第45军，军长陈伯钧
  - 第46军，军长詹才芳
- 第四野战军第13兵团，司令员程子华
  - 第38军，军长梁兴初
  - 第47军，军长曹里怀
  - 第49军，军长钟伟
- 第二野战军第5兵团，司令员杨勇
  - 第16军，军长尹先炳
  - 第17军，军长王秉璋
  - 第18军，军长张国华

### 防禦方：中華民國國軍
- 國軍第46軍，軍长谭何易
- 國軍第97軍，軍长马拔萃
- 國軍第48軍，軍长张文鸿
- 國軍第7軍，軍长李本一
- 國軍第58軍，軍长鲁道源
- 國軍第126軍，軍长张湘泽
- 國軍第103軍，軍长王中柱
- 國軍第100軍，軍长杜鼎

## 战役过程与结果
1949年9月13日，中国人民解放军发起战役。解放軍以蕭勁光的第12兵团指挥第40、41、45、46、49军，外加配属的二野5兵团第18军，共6个军19个师为中路，向衡阳、宝庆攻击。第13兵团指挥第38、39军为西路，向芷江、黔阳前进。中路解放军45军135师丁盛部在进军中没接到停止前进的命令，5日中午抵達衡宝公路以南的靈官殿，與此同時﹐東路軍已逼近曲江。白崇禧發現解放軍向其兩翼迂迴﹐這時桂軍側﹑背均受威脅。7日，白崇禧立即命令凌晨令所部向西﹑南撤退，退守新宁、东安、零陵、道县一线，桂系王牌第7军军长李本一指挥主力第172师、第48军第138師向武岡撤退。靈官殿的第135師連日抗擊數倍於桂軍多次攻擊﹐有力地扼阻了第7軍等部的撤退。在从衡宝公路撤退时，白崇禧要他走大路，而李本一自作聪明从小路后撤，以取捷径。不料遭到解放軍的埋伏。解放军发起追击，“战斗打得异常激烈，在135师的各个阵地上，每一条水渠、每一道田埂、每一座房屋都必须经过反复争夺，甚至白刃相搏……”，9日，包围全歼国军两个师。四野西路軍於10日攻佔武岡﹐13日在石下江地區圍殲白崇禧部第62師。解放军缴获各种炮400余门，轻重机枪1,200余挺，长短枪1.5万余支、战马1,100余匹、汽车270余辆，各种枪弹、炮弹140余万发。